# Фуллер, Томас (быстрый счётчик)
То́мас Фу́ллер (1710 — декабрь 1790), также известный как «негр Том» и «калькулятор Виргинии», был порабощённым африканцем, известным своими математическими способностями.

## Биография
Родившийся в Африке где-то между современной Либерией и Бенином, Фуллер был порабощён и отправлен в Америку в 1724 году в возрасте 14 лет, в конечном итоге став собственностью Пресли и Элизабет Кокс из Алегсандрии, штат Виргиния. И Фуллер, и Коксы были неграмотными. У Коксов было 16 рабов, и они ценили Фуллера; он выразил им благодарность за то, что его не продали.
Он известен своими умственными арифметическими способностями. О его способностях сообщают исследователи, которые убедились в его навыках, в том числе Бенджамин Раш, который просил его произвести мысленные вычисления и проверить их точность. Таким образом, свидетели сообщают, что ему особенно удавалось умножить девятизначное число на 9 или узнать, сколько секунд прожил человек. Его талант принёс ему прозвище «калькулятор Виргинии».
Помимо Бенджамина Раша, который напоминает о способностях Томаса Фуллера в статье, опубликованной в The American Museum (magazine) в 1789 году, Вивиан О. Саммонс ссылается на него в своей книге «Черные в науке и медицине» (1990), Рэйфорд В. Логан и Майкл Р. Уинстон посвятили ему краткую запись в своём «Словаре биографии американских негров» (1982).
Истории о его способностях ходили по восточному побережью. Его навыки даже использовались как доказательство того, что порабощённые африканцы равны по интеллекту с белыми, что вызвало дискуссии сторонников аболиционизма.
Жак Пьер Бриссо ссылается на Томаса Фуллера и James Derham, раба из Филадельфии, который стал врачом, поясняя, что «возможности черных людей расширяются, им нужно только образование и свобода», а также аббата Грегуара в своей работе «De la litterature des Nègres», или исследования их интеллектуальных способностей, их моральных качеств и их литературы, сопровождаемые заметками о жизни и творчестве негров, отличившихся в науках, литературе и искусстве (1810).
Томас Фуллер вёл обычную жизнь без других особенностей, кроме этой, что не позволяет рассматривать эту необычайную способность как симптом медицинского или психологического состояния. Некролог опубликован Columbia Centinel 29 декабря 1790 года.

## Документирование способностей
Когда Фуллеру было около 70 лет, Уильям Хартшорн и Сэмюэл Коутс из Пенсильвании были в Александрии и, услышав о способностях Фуллера, послали за ним. Они задали ему два вопроса, которые удовлетворили их любопытство.
Во-первых, когда его спросили, сколько секунд в полутора годах, он ответил примерно за две минуты: 47 304 000. Во-вторых, когда они спросили, сколько секунд прожил мужчина, которому 70 лет, 17 дней и 12 часов, он ответил через полторы минуты: 2 210 500 800. Один из мужчин решал задачи на бумаге и сообщил Фуллеру, что его ответ не точен. Фуллер ответил: «ты забыл учесть високосные годы». Когда были добавлены високосные годы, результаты совпали.
Несмотря на безупречные ответы Фуллера, Хартсхорну и Коутсу казалось, что его умственные способности когда-то были лучше. Они написали:
Он был седовласым и имел несколько других признаков старческой слабости. Всю свою жизнь он много работал на ферме, но всегда был сдержан в употреблении спиртных напитков. Он с большим уважением отзывался о своей хозяйке и в особой манере упомянул о своих обязательствах перед ней за отказ продать его, несмотря на предложения больших сумм денег от нескольких человек. Один из джентльменов, мистер Коутс, заметив в его присутствии, что очень жаль, что у него нет образования, равного его гению, Фуллер ответил: «Нет, лучше, что у меня нет образования, поскольку многие учёные люди могут быть великими дураками».